# Douglas Diamond
Douglas Warren Diamond (ur. październik 1953) – amerykański ekonomista, od 2000 profesor finansów Mertona H. Millera w Booth School of Business na University of Chicago, doktor nauk ekonomicznych. Specjalizuje się w badaniu pośredników finansowych, kryzysów finansowych i płynności. Członek Econometric Society, Amerykańskiej Akademii Sztuk i Nauk oraz American Finance Association, w 2003 roku prezes American Finance Association, a w 2001 roku Western Finance Association.
W 2016 roku otrzymał nagrodę CME Group-MSRI w zakresie innowacyjnych zastosowań ilościowych, natomiast w 2018 roku nagrodę Onassis Prize. W 2022 roku wraz z Benem Bernanke i Philipem H. Dybvigiem został laureatem Nagrody Banku Szwecji im. Alfreda Nobla w dziedzinie ekonomii.

## Życiorys
W 1975 roku Diamond ukończył studia na Uniwersytecie Browna z tytułem licencjata w dziedzinie ekonomii. Następnie zdobył tytuły magistra, a w 1980 roku tytuł doktora nauk ekonomicznych na Uniwersytecie Yale. Był profesorem wizytującym na MIT Sloan School of Management, Hong Kong University of Science and Technology oraz na Uniwersytecie Fryderyka Wilhelma w Bonn. Ponadto był również wykładowcą na Uniwersytecie Yale, a od 1979 roku związany jest z University of Chicago. W latach 1988–1996 i 2000-2003 był współredaktorem Journal of Business, a w latach 1995–2001 Journal of Banking and Finance. W latach 1988–2001 był redaktorem Journal of Business. W latach 1989–1993 zasiadał również w radzie redakcyjnej Journal of Financial Intermediation, a w latach 1993–1997 był redaktorem Review of Economic Studies. W latach 1990 i 2008 był doradcą naukowym Federal Reserve Board. Od 1993 roku jest współredaktorem Journal of Financial Services Research oraz członkiem zarządu Center for Research in Security Prices.
Wraz z Philipem Dyvbigiem współtworzył model Diamonda-Dyvbiga dotyczący zjawiska paniki bankowej.
Jest żonaty, ma dwójkę dzieci.

## Publikacje naukowe
- „Fear of fire sales, illiquidity seeking, and credit freezes”, współautor: Raghuram Rajan; The Quarterly Journal of Economics (maj 2011)[8].
- „Liquidity Risk, Liquidity Creation and Financial Fragility: A Theory of Banking”, współautor: Raghuram Rajan; Journal of Political Economy (kwiecień 2001)[9].
- „Monitoring and Reputation: The Choice Between Bank Loans and Directly Placed Debt”; Journal of Political Economy (sierpień 1991)[10].
- „Financial Intermediation and Delegated Monitoring”; Review of Economic Studies (lipiec 1984)[11].
- „Bank Runs, Deposit Insurance, and Liquidity”, współautor: Philip Dybvig; Journal of Political Economy (czerwiec 1983)[12].